# ハドソン研究所
ハドソン研究所（英: Hudson Institute）は、ワシントンD.C.を拠点とするアメリカの保守系非営利シンクタンク。1961年、ニューヨーク州のクロトン・オン・ハドソンにて、ハーマン・カーンがランド研究所の同僚と共に設立した。

## ポリシー
防衛、国際関係、経済、エネルギー、技術、文化、法律における学際的な研究を通じて常識に挑戦し、戦略策定の支援を行う。

## 政界との関わり
ハドソン研究所はアメリカ軍から資金提供を受けており、ステルス航空機の劇的な進歩とサイバー戦争能力の一層の向上を重視するスタンスをとっており、航空機防衛に関する「最終報告書/概要」を作成するための発注を国防省から直接受けたこともある。また、同研究所は台湾総統府からも資金提供を受けている一方で、中国に関する批判的な報告書を頻繁に発行しており、資金提供と台湾の安全保障へのアメリカの関与においてシンクタンクとしての利益相反を批判されているが、同研究所及び所属するエージェントはそれらの問い合わせに関して回答をしていない。
また、ハドソン研究所のエージェントの一部は共和党員に対して多額の寄付を行っており、2022年中間選挙では128,893ドルの寄付が確認されている。